# Ensanche de Bilbao

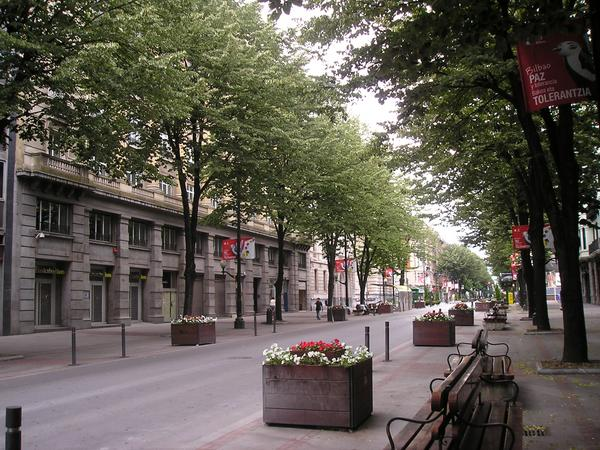
Gran Vía de Don Diego López de Haro.

El primer proyecto de ensanche de Bilbao se remonta al año 1801, pero paradójicamente no fue planteado por las autoridades de la villa, sino por las de la vecina anteiglesia de Abando, tradicional rival de Bilbao. El proyecto corrió a cargo del arquitecto aragonés Silvestre Pérez y se le conoció como ensanche Puerto de La Paz. En cualquier caso, los planes quedaron paralizados por las sucesivas guerras que enfrentaron a España con Francia a finales del siglo XVIII y comienzos del siglo XIX.
Ya en 1862, y a raíz de la ley que un año antes promulgó la Reina Isabel II y que permitiría a Bilbao iniciar su plan de ensanche, el ingeniero Amado de Lázaro presentó, por encargo del ayuntamiento de Bilbao, un nuevo proyecto de ensanche sobre los terrenos de Abando, el Plano de las inmediaciones de Bilbao y proyecto de su Ensanche. El proyecto de Lázaro ocupaba una extensión de 229 hectáreas y fue considerado "desmesurado" en tamaño, "utópico" por sus amplias zonas libres e "irreal" por no atender las necesidades básicas en materia de comunicaciones por ferrocarril y de espacios industriales. Finalmente, fue rechazado por las instituciones.
Años más tarde el proyecto se retomó de la mano del equipo formado por el arquitecto Severino de Achúcarro y los ingenieros de caminos, canales y puertos Pablo de Alzola y Ernesto Hoffmeyer. Este proyecto, de 150 hectáreas, fue aprobado en 1876.
El ensanche de Achúcarro, Alzola y Hoffmeyer presenta una interesante trama, con una plaza con forma elíptica, la plaza Federico Moyúa, como centro geográfico, atravesada por una avenida de 30 metros de anchura, la Gran Vía de Don Diego López de Haro, y otras tres calles de menor tamaño (Ercilla, Recalde y Elcano), que definen un eje de simetría para el plano de la ciudad. Las manzanas tienen achaflanadas las cuatro esquinas, como en la manzana de Barcelona diseñada por Ildefonso Cerdá.
La edificación del ensanche de Abando fue un proceso que se dilató durante décadas. Con su construcción, Bilbao «saltó» definitivamente a la margen izquierda de la ría y se desarrolló lo que actualmente se considera el centro de la ciudad.

## Nuevo plan de ampliación
Pero el ensanche de 1876 pronto se quedó pequeño y ya en 1896 el ayuntamiento de Bilbao encargó al arquitecto municipal Enrique Epalza un nuevo plan para la ampliación del mismo. El estudio de Epalza, que finalmente no vio la luz, consistía en definir los terrenos libres que aún quedaban en Abando y que el proyecto de Achúcarro, Alzola y Hoffmeyer no contemplaba. Epalza con su estudio fundó las bases para que Federico de Ugalde triunfara en el concurso de ideas para la ampliación del ensanche, convocado por el ayuntamiento de la villa en 1904.